# 혼마 마사하루
혼마 마사하루(本間 雅晴, 1887년[메이지 20년] 11월 27일 - 1946년[쇼와 21년] 4월 3일)는 일본의 육군 군인이다. 최후계급은 육군 중장. 영전은 종삼위·훈일등. 육사 19기 은사(恩賜)·육대 27기 은사.
태평양전쟁에서 필리핀 공략전을 지휘하였다. 영국통(通)으로 인도주의자로 연합국에서도 이름이 알려졌으나 죽음의 바탄 행진에서의 부하의 행위에 책임을 물려 전후 총살형에 처해졌다.

## 생애
혼마 겐키치(本間賢吉)의 장남으로서 니가타현 사도군 하타노정에서 태어났다. 사도중학을 거쳐 육군사관학교에 진학. 1907년(메이지 40년) 육군사관학교(19기)를 은사(恩賜, 보병과 2위)로써 졸업. 1915년(다이쇼 4년)에 육군대학교(27기)를 은사(3위)로써 졸업했다. 후술하다시피 1933년 보병 제1연대장이 되기까지 실전부대의 지휘를 잡은 경험이 없었다.
태평양전쟁에서 제14군 사령관으로서 필리핀 공략전을 지휘했다. 당초에만 해도 전황은 순조로워 제14군은 마닐라시 점령에 성공했다. 마닐라 주둔에 즈음하여 장교 800명을 마닐라 호텔 앞에 불러놓고 한 시간에 걸쳐 "불지르지 말라. 범하지 말라. 빼앗지 말라."고 다그치며 위반자는 엄벌에 처하도록 훈시했다. 바탄반도에서 미비군(미국극동육군)에 의한 완강한 공격을 받아 다수한 손해를 입어 공세가 정체되었으며,(제1차 바탄반도 전투) 연후 대부대의 증원에 따라 바탄 및 코레히도르섬은 함락되었다.(제2차 바탄반도 전투)
한편 적장 더글러스 맥아더는 일본군에 몰려 자신이 포로로 잡힐지도 모르는 지경에 이르렀다. 프랭클린 루즈벨트 대통령은 개인적으로 맥아더를 싫어했으나 만일 맥아더가 전사하거나 포로로 잡히면 국민의 사기에 악영향을 줄 수도 있다 생각하여 맥아더와 필리핀의 마누엘 케손 대통령에 오스트레일리아로 탈출할 것을 명했다. 맥아더는 부하를 내버려둔 채 가족을 데리고 파인애플밭 비밀비행장에서 B-17을 타고 오스트레일리아로 날아갔다. 맥아더가 코레히도르섬을 탈출한 후 일본군은 바탄반도를 점령하고 미비군 약 7만 6천명을 포로로 잡아 오도넬 기지로 이송하려 했으나 그 와중 이송계획의 미비로 인하여 다수한 포로가 사망하였다.

일본군이 필리핀을 함락시키자 혼마는 다음과 같은 시를 읊었다.
"밀림의 나무 그늘에 스러진 벗들을 생각하건대 이렇게 목숨 부지함이 용서 받을 수 있을까
(かくありて　許さるべきや　密林の　木陰に消えし　友等を思へば)"
이 시구는 필리핀 함락에 즈음하여 육군성이 발행한 기념메달에도 새겨졌다.
바탄반도 함락 후 1942년 8월 참모본부 부(附)로서 내지에 돌아왔다. 일본뉴스 제115호의 '혼마 장군 귀환'에는 육성 및 영상이 남아 있다. 동월 예비역에 편입되어 이후로는 군무를 버리고 필리핀 협회 이사장을 지내며 종전을 맞이했다. 예비역으로 편입된 이유는 바탄 공략 당시의 실책을 문책당했기 때문이라고 전한다. 종전 후 "죽음의 바탄 행진의 관계자가 처벌되는 것이 아닌가"라는 이야기를 육군에서 포착, "선수를 쳐서 처벌하면 형이 가벼워지지 않을까"(말하자면 일사부재리적 발상) 하고 생각하여 혼마는 육군 중장으로서의 예우를 정지받았다.
1945년 12월 12일 이른 아침 혼마의 신병은 구금지인 스가모구치소에서 아쓰기비행장을 거쳐 마닐라를 향해 옮겨졌다. 그 날은 동년 12월 2일 지명된 A급전범 용의자(제3차 전범지명)가 스가모구치소에 출두하는 날이라 사람이 갈린 셈이다. 마닐라 전범재판에서 혼마는 죽음의 바탄 행진의 책임자(전범)로서 소환되었다. 혼마는 전술하다시피 인도주의자로 죽음의 바탄 행진의 포로에 대한 비인도 행위는 혼마의 책임이 아니라 그 부하의 책임이었다. 그러나 결과적으로 책임을 물게 되어 유죄판결이 내려져 사형이 결정되었다. 소장(訴狀)은 이 재판을 위해 만든 사후법인 '지휘자 책임'이었다. 유죄판결이 떨어지자 혼마의 변호단은 미연방최고재판소에 인신보호령을 요청했으나 6 대 2 판결로 재심은 각하되었다.
처형은 1946년(쇼와 21년) 4월 3일 0시 53분 정확히 4년 전 제14군 사령관이던 혼마의 입에서 총공격의 명령이 떨어지던 그 날과 같은 날(진무천황제의 날), 같은 시각에 맞추어 집행되었다. 당시 거의 모든 장교가 죄수복으로 교수형에 처해짐에 반하여 혼마는 약식 군복의 착용을 허락받고 더구나 명예를 존중하여 총살형이었다(그와 함께 마닐라 군사재판에서 사형판결을 받은 야마시타 도모유키는 죄수복을 입은 채 교수형에 처해졌다). 58세 몰.
사세구는 다음과 같다.
"전우가 잠든 바탄의 산을 바라보며 마닐라의 흙 됨도 이내 뜻"
"되살아나는 스메라미쿠니(皇御國, 천황이 다스리는 나라[=일본])의 제단에 제물 되어 목숨 바치련다"
"번영하는 나라의 끝 없음을 믿고 나 역시 마음 너그러이 하리"
"일찍부터 바친 목숨 지금 여기서 죽을 곳 얻었노라 미소지으며 간다"
"부끄럼 많은 세상에서 멀리 떨어져 무사는 죽을 때 정하였도다"
1945년 12월 19일 심리 개시, 1946년 2월 11일(기원절의 날) 판결, 동년 4월 3일 총살이라는 쏜살같은 처형을 두고 이 재판을 코레히도르에서 굴욕적 패배를 당한 맥아더의 혼마에 대한 복수극으로 여기는 견해가 있다.

## 개인사
온후한 성격으로 육군에서 수준급으로 영어를 잘했다. 아울러 시가를 하여 〈아침해에 풍기는 벚꽃〉(朝日に匂ふ桜花), 〈대만군의 노래〉(台湾軍の歌) 등 많은 군가의 작사를 맡았다. 이마무라 히토시 육군대장과는 동기로 육사입학시험에서 이웃한 자리에서 수험을 본 것을 시작으로 하여 주영(英)무관 시절에는 오랫동안 사귀어 동무로서 깊이 교류하였다.
키 180cm 남짓의 당당한 체구에 미남자였던 탓에 지치부노미야 부(황족부무관) 당시에는 상류계급의 살롱에서 제법 소문이 자자했다. 지치부노미야는 방만한 성격이었던지라 그 행동에 주위에서는 정신사납다며 불평해댔고 혼마 역시 입으로는 "곤란합니다" 하면서 테니스 상대를 하며 신경을 써주었다고 한다.
예비역 편입 후 비도(필리핀)공략전의 적장이던 맥아더를 "문무양도(文武両道)의 명장이네. 문 가운데에서도 문치(文治)의 면 역시 대단한 정치가야. 이러한 명장과 싸우게 된 것은 나의 명예이며, 흔쾌일세."라고 평했다. 얄궂게도 혼마는 그 "문무양도의 명장"에게 원한을 사서 사형을 당하게 되었다.
결혼을 2번 했으며 초취 도모코(智子)와는 1913년 결혼하였다. 참모차장을 지낸 다무라 이요조 중장의 딸이었으나 대단히 자유분방한 생활을 보내어 여배우를 따라하여 무대에 오르거나 수많은 남성과 염문을 흘리거나 하며 주위로부터 빈축을 사는 눈꼴시럽은 인물이었다. 해외주재 중 파국을 알게 되어 실의에 빠진 나머지 창문으로 뛰어내리려던 것을 이마무라가 겨우 제지했다고 한다.

재취 후지코(富士子)는 전범재판에서 증인으로 출정할 적에
저는 여전히 혼마의 아내임을 자랑스럽게 생각합니다. 저는 지아비되는 혼마에 감사합니다. 딸도 혼마와 같은 남자와 시집을 갔으면 하는 마음입니다. 아들에게는 일본의 충신인 아버지 같은 사람이 되거라라고 가르쳤습니다. 제가 혼마에 관하여 증언하고픈 것은 그 뿐입니다......
라고 진술하여 그 의연한 모습에 혼마 자신은 물론이고 재판관과 검사도 감동의 눈물을 흘렸다고 한다.

## 참고 문헌
- 山本修之助 『佐渡の百年』、佐渡郷土文化の会、1972年6月。
- 角田房子 『いっさい夢にござ候―本間雅晴中将伝』中央公論新社〈中公文庫〉、1975年。ISBN 4122002354
- 角田房子 『責任 ラバウルの将軍 今村均』ちくま文庫。ISBN 4-480-42151-3
- 秦, 郁彦 編著 (2005), 《日本陸海軍総合事典》 第2판, 東京大学出版会 다음 글자 무시됨: ‘和書 ’ (도움말)
- Hampton Sides 『GHOST SOLDIERS - The Forgotten Epic Story of World War II's Most Dramatic Mission』、RANDOM HOUSE、2001年。ISBN 0-375-43110-1
- 『陸軍現役将校同相当官実役停年名簿』（昭和10年9月1日調） 32頁
- 水間政憲 (2013년 8월), 《ひと目でわかる「アジア解放」時代の日本精神》, PHP研究所, ISBN 978-4569813899 다음 글자 무시됨: ‘和書’ (도움말)

| (지나 주둔병단장) 중장 야마시타 도모유키 | 제1대 제27사단장 1938년 7월 15일 - 1940년 12월 2일 | 후임 중장 도미나가 노부마사 |

| 전임 중장 우지시마 미쓰루 | 제18대 대만군 사령관 1940년 12월 2일 - 1941년 11월 6일 | 후임 대장 안도 리키치 |

| 전임 (신설) | 제1대 제14군 사령관 1941년 11월 6일 - 1942년 8월 1일 | 후임 중장 다나카 시즈이치 |